# Strætó
Strætó Bs, kurz Strætó, ist ein öffentlich-rechtliches Verkehrsunternehmen in der isländischen Hauptstadt Reykjavik. Das Unternehmen betreibt die öffentlichen Stadtbuslinien und den Regionalbusverkehr in den Regionen um Reykjavik.

## Fahrzeugbestand
Aktuell verfügt Strætó über 85 Fahrzeuge.

## Linien
Es bestehen 27 Stadtlinien sowie 18 Regionallinien, die – gemessen an der Strecke – größerenteils außerhalb Reykjaviks verlaufen, jedoch führen fast alle von oder nach Reykjavik.